# María Galiana
María Galiana Medina (Siviglia, 31 maggio 1935) è un'attrice spagnola vincitrice del Premio Goya per la migliore attrice non protagonista nel 2000.

## Biografia
Nata a Siviglia, María Galiana studiò Lettere e Filosofia, per poi intraprendere la professione di insegnante di storia e storia dell'arte nelle scuole superiori. Svolse tale occupazione parallelamente all'attività di attrice, andando in pensione nel 2000.
Debuttò al cinema in età matura, recitando nella commedia Madre in Japan del 1985. Nel corso degli anni fu scelta per recitare in numerose pellicole del regista José Luis García Sánchez, collaborando anche con registi del calibro di Fernando Trueba e Vicente Aranda.
Fu nel 1998 con la sua interpretazione nel film Solas, primo lungometraggio di Benito Zambrano, che María Galiana ottenne la consacrazione definitiva. Per il suo lavoro, ottenne il Premio Goya per la migliore attrice non protagonista, il Premio CEC, il Premio per la migliore attrice al Tokyo International Film Festival e il Premio Sant Jordi per la migliore attrice spagnola.
Dal 2001 al 2023 interpretò il personaggio della nonna Herminia nella fortunata serie televisiva Cuéntame cómo pasó; la fiction, popolarissima presso il pubblico, andò in onda per ventitré stagioni, divenendo la più longeva nella storia della tv spagnola. Anche per questo ruolo, ottenne candidature e premi di settore e divenne una delle attrici più amate nel panorama nazionale.
Si dedicò inoltre all'attività teatrale, prendendo parte a numerose rappresentazioni.
María Galiana fu sposata con Rafael Gonzalez per quarantaquattro anni, fino alla morte dell'uomo nel 2008. La coppia ebbe sei figli. All'attrice sono intitolate una scuola nel comune di Dos Hermanas e la biblioteca scolastica di un istituto superiore a Cantillana.

## Filmografia

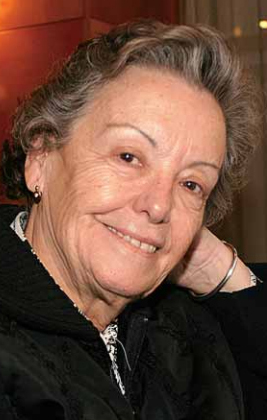
María Galiana nel 2006

### Cinema
- Madre in Japan, regia di Francisco Perales (1985)
- Las dos orillas, regia di Juan Sebastián Bollaín (1986)
- Pasodoble, regia di José Luis García Sánchez (1988)
- Malaventura, regia di Manuel Gutiérrez Aragón (1988)
- La noche más larga, regia di José Luis García Sánchez (1991)
- Belle Époque, regia di Fernando Trueba (1992)
- Il tiranno Banderas (Tirano Banderas), regia di José Luis García Sánchez (1993)
- La passione turca (La pasión turca), regia di Vicente Aranda (1994)
- Suspiros de España (y Portugal), regia di José Luis García Sánchez (1995)
- Belmonte, regia di Juan Sebastián Bollaín (1995)
- El seductor, regia di José Luis García Sánchez (1995)
- El palomo cojo, regia di Jaime de Armiñan (1995)
- Así en el cielo como en la tierra, regia di José Luis Cuerda (1995)
- El rey del río, regia di Manuel Gutiérrez Aragón (1995)
- Más allá del jardín, regia di Pedro Olea (1996)
- Libertarias, regia di Vicente Aranda (1996)
- Tranvía a la Malvarosa, regia di José Luis García Sánchez (1997)
- La duquesa roja, regia di Francesc Betriú (1997)
- Yerma, regia di Pilar Távora (1998)
- Solas, regia di Benito Zambrano (1999)
- Plenilunio, regia di Imanol Uribe (2000)
- Fugitivas, regia di Miguel Hermoso (2000)
- Más pena que gloria, regia di Víctor García León (2000)
- Viva Sapato! (El sexo lo cambia todo), regia di Luiz Carlos Lacerda (2003)
- Una pasión singular, regia di Antonio Gonzalo (2003)
- María querida, regia di José Luis García Sánchez (2004)
- Roma, regia di Adolfo Aristarain (2004)
- Tapas,  regia di José Corbacho e Juan Cruz (2005)
- Pura sangre, regia di Leo Ricciardi (2005)
- La caja, regia di Juan Carlos Falcón (2006)
- Dos rivales casi iguales, regia di Miguel Ángel Calvo Buttini (2007)
- Los muertos no se tocan, nene, regia di José Luis García Sánchez (2011)
- Transeúntes, regia di Luis Aller (2015)

### Televisione
- Juncal - serie TV, 4 episodi (1989)
- La seducción del caos - film TV (1990)
- La mujer de tu vida - serie TV, 1 episodio (1994)
- Juntas pero no revueltas - serie TV, 1 episodio (1996)
- Turno de oficio - serie TV, 1 episodio (1996)
- Andalucía, un siglo de fascinación - miniserie TV, 2 episodi (1997-1998)
- Petra Delicado - serie TV, 1 episodio (1999)
- Cuéntame cómo pasó - serie TV, 413 episodi (2001-2023)
- La Mari - miniserie TV, 2 episodi (2003)
- La Mari 2 - miniserie TV, 2 episodi (2009)

## Riconoscimenti
- Premio Goya
  - 2000 – Vincitrice come migliore attrice non protagonista per Solas

- Medallas del Círculo de Escritores Cinematográficos
  - 1999 – Vincitrice come migliore attrice per Solas

- Tokyo International Film Festival
  - 1999 – Vincitrice come migliore attrice per Solas

- Premi Sant Jordi
  - 2000 – Vincitrice come migliore attrice spagnola per Solas

- Fotogrammi d'argento
  - 2000 – Candidatura come miglior attrice cinematografica per Solas e Yerma
  - 2002 – Candidatura come miglior attrice televisiva per Cuéntame cómo pasó

- TP de Oro
  - 2003 – Candidatura come miglior attrice per Cuéntame cómo pasó